# Thomas Woolner

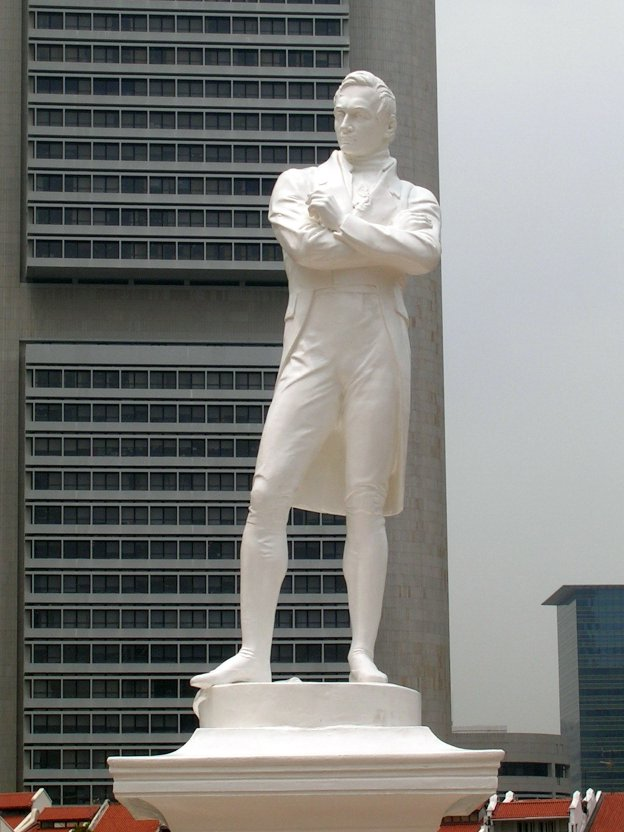
Estatua de Stamford Raffles esculpida por Woolner, erigida muy próxima del lugar donde desembarcó por primera vez en 1819. Raffles es considerado como el fundador de la Singapur moderna.

Thomas Woolner (Hadleigh, 17 de diciembre de 1825 - Londres, 7 de octubre de 1892) fue un escultor y poeta inglés.

## Biografía

### Primera etapa
Nació en Hadleigh, Suffolk, Inglaterra, y recibió educación en Ipswich. A pesar de su precoz habilidad para tallar y dibujar, su padre nunca mostró interés en sus dotes, hasta que, con doce años, su madrastra le pagó su formación con el escultor William Behnes, en Londres, donde trabajó durante seis años. En 1842 logró hacerse un lugar como alumno de la Royal Academy, exhibiendo numerosos trabajos, entre los que se destaca la figura de bronce de Puck. En 1848 se convirtió en uno de los fundadores de la Hermandad Prerrafaelita, una asociación inglesa de pintores y poetas, y en 1850 creó el diario "The Germ", el cual no tuvo una buena acogida y dejó de publicarse en poco tiempo. En el primer número incluiría los poemas "My Beautiful Lady" y "Of My Lady in Death" escritos por el propio Woolner. Sin embargo, después de haber escrito "My Beautiful Lady", Woolner le confesó a W. B. Scott:

La poesía no es mi verdadera vocación en este mundo, debo esculpir, no escribir.
Thomas Woolner

### Australia
Sin embargo, la vida de escultor no le estaba suponiendo apenas beneficios económicos, por lo que probó suerte en Australia, instalándose en Melbourne el 23 de octubre de 1852, donde se dedicó principalmente al modelado de medallones, aunque para ello tuvo que buscar él mismo la arcilla, triturar el yeso, y fabricarse sus propias herramientas. Pronto se ganó una importante popularidad, y comenzó a realizar relieves sobre bronce de ciudadanos influyentes, cobrándolos a veinticinco guineas cada uno. En 1853 se realizó una exposición en la Sociedad Victoriana de Bellas Artes en la que se incluyeron algunos de sus trabajos. Después de aquello se mudó a Sídney durante seis meses, en la que fue una de las etapas más agradables de su vida. Recibió multitud de encargos de medallones, y tuvo que regresar temporalmente a Inglaterra para cumplir con el encargo de la estatua de William Charles Wentworth. Más tarde, el diario metropolitano de Melbourne "The Argus", declaró:

La falta de atención que experimentó en Melbourne, en comparación con el aprecio que ha recibido en Sídney, continúa siendo una especie de mancha en nuestro carácter nacional.
Diario "The Argus"

### Vuelta a Inglaterra
Woolner regresó a Inglaterra en julio de 1854. Se convirtió en uno de los escultores de mayor renombre de su época, sin pasar tampoco desapercibido como poeta. En 1875 se convirtió en miembro de la Royal Academy, desempeñando el cargo de profesor de escultura, aunque en 1879 prefirió abandonar el cargo antes que pronunciar cualquier discurso. Así y todo, durante ese tiempo expuso más de cien trabajos en diversas academias e instituciones.
Durante su estancia en Sídney en 1854, Woolner había conocido al político Henry Parkes. Más tarde se reencontraron en Inglaterra, y en 1874 le fue encargada, por medio de Parkes, una enorme estatua de bronce del célebre capitán James Cook, la cual erigiría sobre la ciudad de Sídney. Parkes tenía intención de encargarle más estatuas, entre ellas las de Charles Cowper, James Martin, o Wentworth, pero en 1891 el nuevo gobierno encabezado por George Dibbs canceló todos los encargos.

El 6 de septiembre de 1864, Woolner contrajo matrimonio con Alice Gertrude Waugh, en una iglesia de Paddington, y tuvieron dos hijos y cuatro hijas. Murió repentinamente el 7 de octubre de 1892 de apoplejía, y su cuerpo se halla enterrado en St Mary, Hendon. La necrología publicada en el "Saturday Review" afirmaba que:

Pocos hombres de su generación han poseído una mayor habilidad para comunicarse... ya sea en una etapa o en otra de su vida, ha conocido a casi cada artista o escritor de su época.
Saturday Review

## Obra

### Críticas a sus obras
Thomas Woolner empleaba un estilo con influencias de Rossetti combinado con su propio estilo Prerrafaelita, una fusión que tardó bastante tiempo en cuajar entre los críticos:

Las esculturas de Tennyson y Maurice , talladas por Woolner, son lo que podría denominarse un estilo innovador; representan al hombre real, sin pretender ocultar nada y sin ningún tipo de idealismo. No tenemos ninguna objeción a dicho estilo, cuanto más real, mejor. Sin embargo, nos oponemos al tallado del Sr.Woolner... no es posible observar el rostro del busto de Maurice debido a las múltiples arrugas... siguiendo por los mismos derroteros, el cabello de Tennyson está tallado de una forma tan complicada que uno podría pensar que se trata de fuertes llamas rizadas impregnadas en aceite.
Cornhill Magazine

Sin embargo, las críticas al busto de Gladstone fueron todavía más punzantes. Su mujer creyó que le había dado por error a Woolner el retrato de otra persona, ya que la estatua mostraba una frente enorme, en comparación con la de su marido.
Contrariamente, la revista "Magazine of Art" comentó, haciendo referencia al retrato de Carlyle:

Carlyle se muestra como una persona de 60 años, sin barba y revelando la altura de su frente. Woolner evitó tallar la pérdida de su cabello para mostrar una frente muy pronunciada.
Magazine of Art